# 大塔穆火山
大塔穆火山（英語：Tamu Massif）是一座位于太平洋西北部的不活跃的盾状火山。2013年9月5日被宣布可能为单一火山，如果得到佐证，大塔穆火山将成为地球上已知的最大火山。它位于距离日本东部约1,600公里（990海里）的沙茨基海隆。大塔穆火山顶部位于海平面下1,980米（6,500英尺），其底部延伸至距离海平面6.4公里（4.0海里）。整座火山高度约4,460米（14,620英尺）。
休斯顿大学地球和大气科学系海洋地球物理学家威廉·萨格尔于1993年在德克萨斯州A&M大学地球科学学院开始研究火山。根据萨格尔和他的团队研究表明，大塔穆火山是“目前地球上已知的最大单体盾状火山”。虽然地球上还有其他火成岩地形规模比大塔穆火山大，例如：翁通爪哇高原。但是目前还没有研究成果可有证明其是单体火山，或数个火山的集合体。
2015年由德克萨斯州A&M大学张锦昌领导的研究团队设计了海底地震仪实验和多道地震实验去探测火山的根部结构，显示大塔穆火山底下存在一个深达20多公里的根，是其4公里的出露高度的6倍多。大塔穆火山面积达30多万平方公里，相当于山东、山西两省的面积之和，比火星奥林帕斯火山面积略大。大塔穆火山的宽度达650多公里，比奥林帕斯火山的宽度600公里大。大塔穆火山的体积近700万立方公里，考虑到地幔物质约20%的部分熔融率，那么3500万立方公里的地幔源物质参与到大塔穆火山的形成当中，相当于一个200公里半径的地幔“火球”。
大塔穆火山的坡度非常小，站在山上很难分辨出下山的路。
大约在1.44亿年前的白垩纪初期，大塔穆火山在喷发了数百万年以后熄灭。因为所坐落的洋壳太过薄弱无法支撑其重量，如今它的顶部在海平面以下约1980米处。

## 命名由来
大塔穆火山的名字由和构成。来自于德克萨斯州A&M大学（Texas A&M University）的缩写TAMU，这是由于大塔穆火山的主要研究团队威廉·萨格尔及其团队长期供职于该大学。而则是源自法语，意思指大塔穆火山是地球上已知的最大单体火山。

## 地理特征
- 大塔穆
 火山

- 大塔穆
 火山